# Aphyllorchis spiculaea
Aphyllorchis spiculaea är en orkidéart som beskrevs av Heinrich Gustav Reichenbach. Aphyllorchis spiculaea ingår i släktet Aphyllorchis och familjen orkidéer. Inga underarter finns listade i Catalogue of Life.